# Ranunculus cuneilobus
Ranunculus cuneilobus är en ranunkelväxtart som beskrevs av Achille Richard. Ranunculus cuneilobus ingår i släktet ranunkler, och familjen ranunkelväxter. Inga underarter finns listade i Catalogue of Life.